# Jindřich Fügner
Jindřich Fügner (Prag, 12. rujna 1822. – Prag, 15. studenoga 1865.) bio je češki trgovac, ravnatelj osiguravajućeg društva i graditelj najmodernije gimnastičke dvorane svog vremena u srednjoj Europi.
Bio je prvi načelnik praškog sokola i njegov suosnivač. S Miroslavom Tyršem radio je oko uspostave sokolskih društava.

### Članci
- Ambroš, Davor. 2021. Hrvatski sokol u Daruvaru (1906.-1929.). Zbornik Janković. Ogranak Matice hrvatske u Daruvaru. Daruvar. 5 (5–6): 93–111